# Muene Tshijuka
Muene Tanda Mamissa Tshijuka (ur. 12 maja 1973 w Lubumbashi) – koszykarka z Demokratycznej Republiki Konga, olimpijka.
Wraz z reprezentacją narodową wystąpiła na Letnich Igrzyskach Olimpijskich 1996 w Atlancie. Wzięła udział we wszystkich siedmiu spotkaniach, które rozegrała jej drużyna na tych igrzyskach. Tshijuka zdobyła w nich 72 punkty, co było drugim wynikiem wśród kongijskich koszykarek (najwięcej punktów rzuciła w spotkaniu przeciwko Australii – 15). Dokonała także 50 zbiórek, 4 asyst, 12 fauli, 14 strat i 3 przechwytów. Jej drużyna uplasowała się na ostatnim 12. miejscu.